# Bodeok-dong
Bodeok-dong (hangul: 보덕동, hanja: 普德洞) är en stadsdel i stadskommunen Gyeongju  i provinsen Norra Gyeongsang i den östra delen av Sydkorea, 280 km sydost om huvudstaden Seoul. 
I stadsdelen ligger Bomun Tourist Complex som är det internationella turistområdet i Gyeongju. Området sträcker sig över cirka 8 km²  med Bomunho-sjön i centrum och ligger cirka 10 kilometer öster om centrala Gyeongju. Turistkomplexet lockar massor av besökare i april, när körsbärsblommorna står i full blom.